# Limatus hoffmani
Limatus hoffmani är en tvåvingeart som beskrevs av Francis Metcalf Root 1927. Limatus hoffmani ingår i släktet Limatus och familjen stickmyggor. Inga underarter finns listade i Catalogue of Life.